# Miroslav Štěpánek (futbolista)
Miroslav Štěpánek (15 de enero de 1990, Olomouc) es un futbolista checo que juega como defensa central.

## Trayectoria
Comenzó su carrera futbolística con el SK Sigma Olomouc. En 2006 se trasladó a Alemania al Hamburgo S.V., donde fue utilizado por primera vez con los juveniles y luego con el equipo Sub-19 del club. Allí, el defensor dio el salto al filial en el verano de 2008.
En agosto de 2008 fue cedido al Kapfenberger SV de la Bundesliga austriaca con el fin de coger experiencia. Hizo su debut en la Bundesliga austriaca el 27 de septiembre de 2008 en el partido de ida y el día de los Falcons contra LASK Linz. Hizo 11 apariciones en la liga para los Kapfenbergers y regresó a Alemania después del final de la temporada.
Debido a varias lesiones en los ligamentos cruzados. No fue hasta el 30 de octubre de 2011 cuando regresó con el segundo equipo del HSV en la derrota 2-4 como visitante contra el TSV Havelse. Su contrato no fue renovado al final de la temporada 2011-12. Luego se trasladó a Eslovaquia para convertirse en nuevo jugador del club de primera división, FK Senica. A partir de enero de 2013 jugó para el MSV Duisburgo II en la Regionalliga Oeste. En el verano de 2013, se unió al Eintracht Norderstedt. Después de un año se trasladó al SpVgg Gracia-Weiá Deggendorf. Después de otro año se trasladó al VfB Straubing, que dejó durante las vacaciones de invierno para unirse al FC Otterskirchen, un club de la clase de distrito Passau. Después de ocho partidos y dos goles en la primavera de 2016, su participación allí también terminó. Luego se trasladó a la vecina Austria al SK Schérding y después de una temporada a ATSV Schérding, también con sede en Schérding, donde estuvo activo durante dos temporadas.
En junio de 2019, el SV Fürstenstein, de la Clase A Eging de Alemania, anunció el compromiso del exfutbolista profesional.

## Clubes
| Club                          | País            | Año         |
| ----------------------------- | --------------- | ----------- |
| SK Sigma Olomouc              | República Checa | 2006 - 2008 |
| Hamburgo S.V.                 | Alemania        | 2008 - 2012 |
| Kapfenberger SV               | Austria         | 2009        |
| FK Senica                     | Eslovaquia      | 2012 - 2013 |
| MSV Duisburgo                 | Alemania        | 2013        |
| Eintracht Norderstedt         | Alemania        | 2013        |
| SpVgg Gracia-Weiá Deggendorf. | Alemania        | 2014        |
| VfB Straubing                 | Alemania        | 2015        |
| FC Otterskirchen              | Alemania        | 2016        |
| SK Schérding                  | Austria         | 2016 - 2017 |
| ATSV Schérding                | Austria         | 2017 - 2019 |
| SV Fürstenstein               | Alemania        | 2019 - 2020 |